# 役所広司
役所 広司（やくしょ こうじ、Koji Yakusho、1956年〈昭和31年〉1月1日 - ）は、日本の俳優・ナレーター・声優。
ワイ・ケイ事務所所属。本名：橋本 広司（はしもと こうじ）。

## 来歴

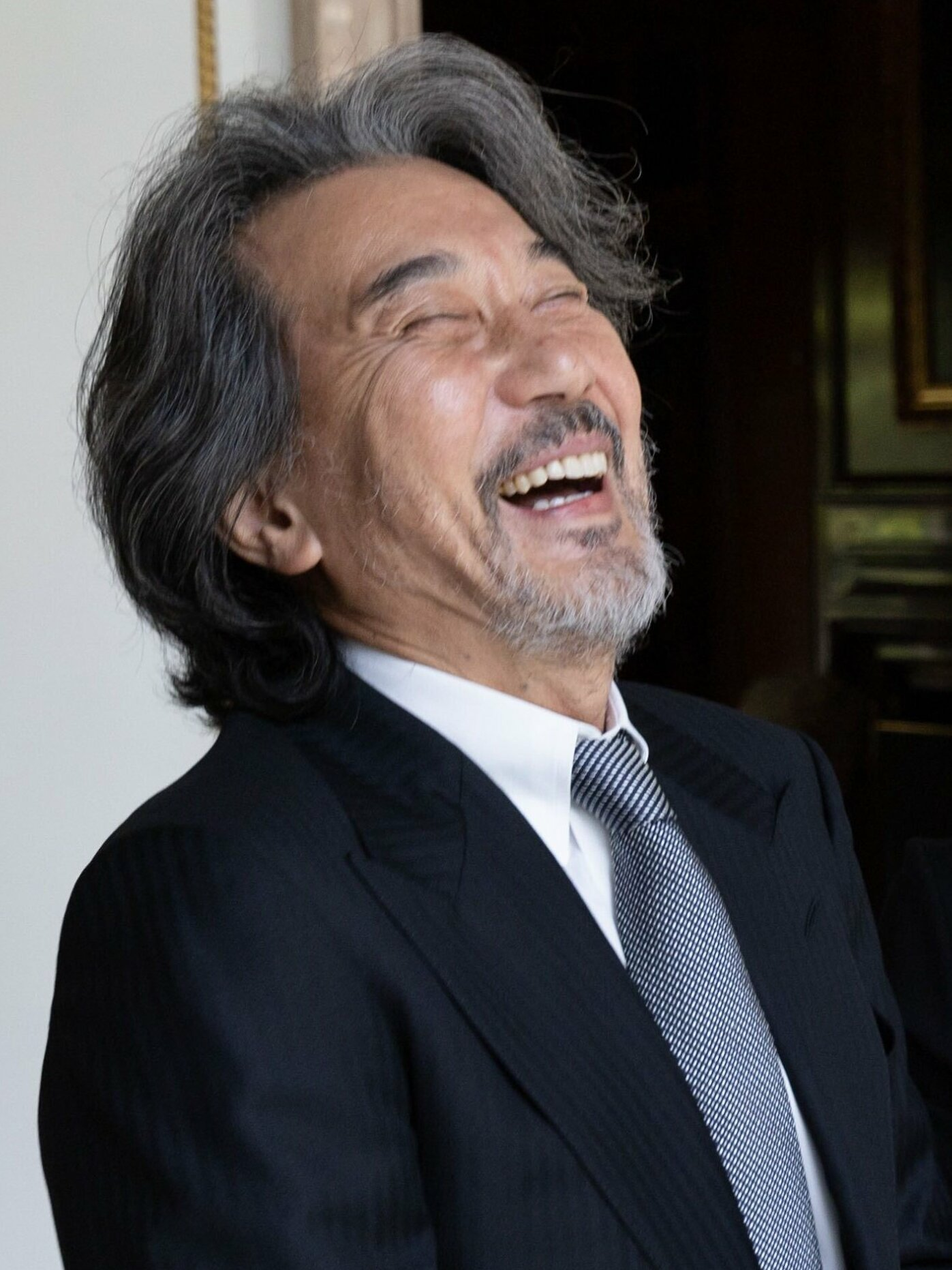
2023年7月、アメリカ大使館にて

長崎県諫早市で誕生。長崎県立大村工業高等学校卒業後、上京して千代田区役所土木工事課に勤務。

### 役者の道へ
友人に連れられて観劇した仲代達矢主演の舞台公演『どん底』に感銘を受け俳優への道を志す。200倍もの難関である仲代が主宰する俳優養成所無名塾の試験に合格。芸名は前職が役所勤めだったことに加え、役どころが広くなることを祈念して仲代が命名。当初は所属する無名塾の舞台公演に出演。1982年に結婚した妻は無名塾の元女優。

### テレビドラマ
1979年のアマゾンの歌でテレビデビューを果たす。この時は仲代達矢の付き人兼移民Aという役だった。1980年NHK連続テレビ小説『なっちゃんの写真館』など。
主に時代劇で評価を得ていた。1983年のNHK大河ドラマ『徳川家康』の織田信長役で注目を集め、1984年のNHK新大型時代劇『宮本武蔵』の主人公武蔵役で初めて主演に抜擢される。民放の時代劇作品では、『三匹が斬る!』『八丁堀捕物ばなし』出演。1985年には出身地の諫早を舞台としたテレビドラマ『親戚たち』に主演。

### 映画

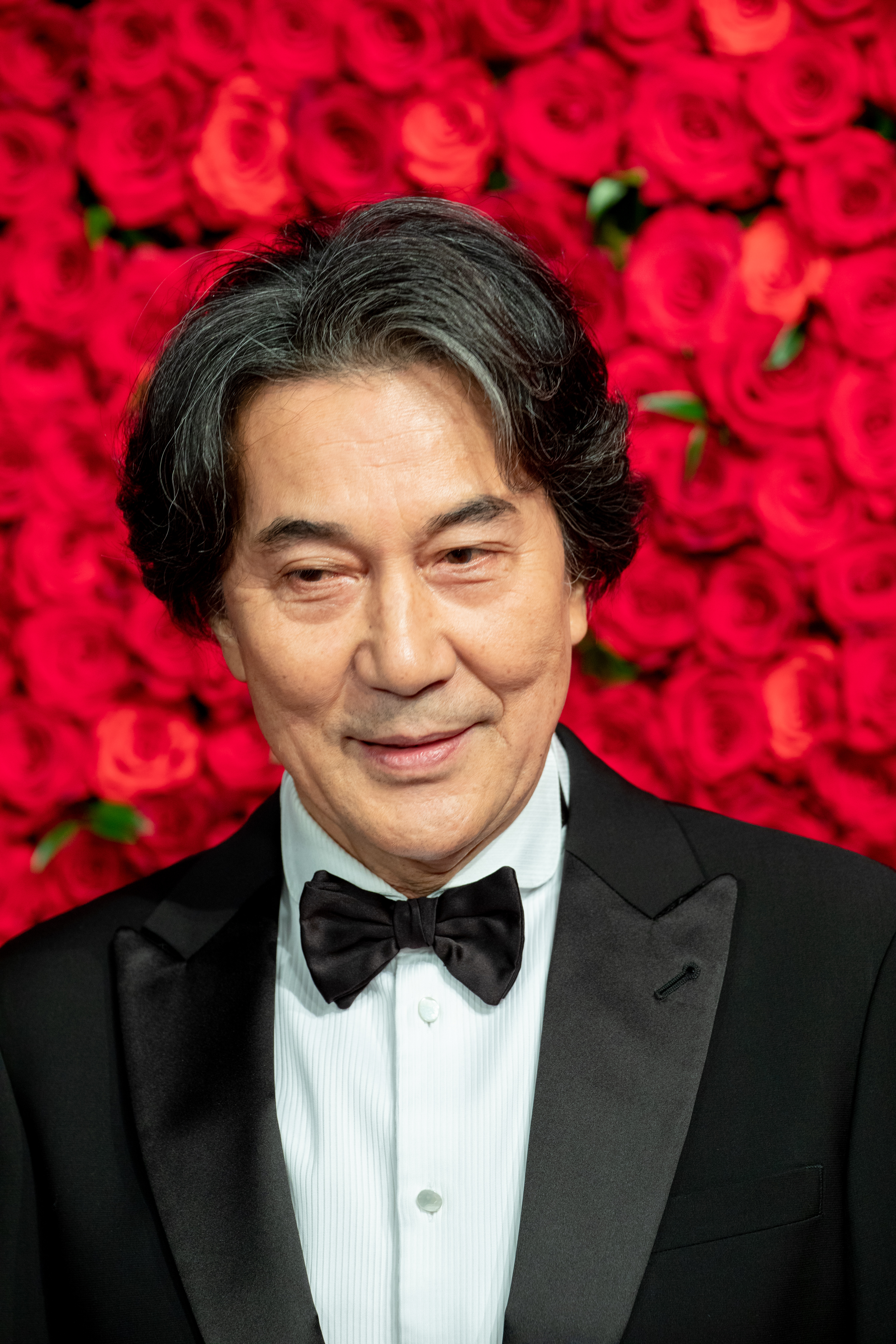
第31回東京国際映画祭にて（2018年5月9日）

映画では、伊丹十三監督作品の『タンポポ』などに出演。1988年の日本・スイス合作映画『アナザー・ウェイ ―D機関情報―』（西村京太郎の小説『D機関情報』の映画化作品。山下耕作監督作品）の主人公・関谷海軍中佐役で映画初主演を果たす。『オーロラの下で』で初めて日本アカデミー賞の優秀主演男優賞を獲得する。1995年、『KAMIKAZE TAXI』（原田眞人監督）で毎日映画コンクール主演男優賞を受賞。
1996年公開の主演映画『Shall we ダンス?』で社交ダンスに魅了される平均的なサラリーマンを演じ、作品は大ヒットを記録。さらに、同年の『シャブ極道』（細野辰興監督作品）、『眠る男』（小栗康平監督作品）における演技も絶賛され、その年度の主演男優賞を総ざらいする。さらに、1997年の『失楽園』では不倫相手と許されざる愛の末に心中するサラリーマンを演じ、こちらもその年の邦画としては大ヒットを記録。また、同年の今村昌平監督作の『うなぎ』がカンヌ国際映画祭でパルム・ドールを受賞した上に、自身も黒沢清監督作の『CURE』で東京国際映画祭の男優賞を受賞し、2年連続で20以上の国内映画賞も獲得。2000年以降も青山真治監督作の『EUREKA』がカンヌ国際映画祭で国際批評家連盟賞とエキュメニカル審査員賞を受賞するなど、出演作が国内外の映画祭で受賞を重ね、自身も1996年から7年連続で日本アカデミー賞の優秀主演男優賞を受賞するなど、毎年の映画祭でその名前を挙げられないことはないほど名実共に、日本を代表する映画俳優の一人となった。

### 世界進出
2005年にはアジアを代表する俳優、ハリウッドを牽引するスタッフが集結したことで話題を呼んだ『SAYURI』でハリウッドデビューを果たし、作品は同年のアカデミー賞で3部門を受賞。また、翌年のアレハンドロ・ゴンザレス・イニャリトゥ監督作『バベル』ではブラッド・ピットと共演し、同作品はカンヌ国際映画祭におけるイニャリトゥの監督賞受賞に加え、ゴールデングローブ賞 作品賞（ドラマ部門）受賞、さらには第79回アカデミー賞で作品賞を含む7部門にもノミネートされ、自身も出演者の一人として全米映画俳優組合賞キャスト賞にノミネートされた。また、2023年のヴィム・ヴェンダース監督による日独合作映画『PERFECT DAYS』では主演に加えて製作総指揮も務め、第76回カンヌ国際映画祭で日本人としては柳楽優弥以来19年振りとなる男優賞を受賞。作品自体も第96回アカデミー賞では国際長編映画賞にもノミネートされた。

## 出演

### 映画
- 英霊たちの応援歌 最後の早慶戦（1979年）
- 闇の狩人（1979年） - 桑野の定八
- さらば、わが友 実録大物死刑囚たち（1980年） - 金井厳
- 日本の熱い日々 謀殺・下山事件（1981年） - 後輩の記者
- 鬼龍院花子の生涯（1982年） - 近藤
- ひめゆりの塔（1982年） - 大高見習士官
- 遠野物語（1982年）- 初太郎
- タンポポ（1985年） - 白服の男
- 女咲かせます（1987年） - 三枝高志
- アナザー・ウェイ ―D機関情報―（1988年） - 関谷直人
- オーロラの下で（1990年） - 田宮源蔵
- 紅蓮華（1993年） - 健造
- 極東黒社会（1993年） - 加納亮介
- 大阪極道戦争 しのいだれ（1994年） - 天王寺 二代目吉留組組長 吉川一平
- KAMIKAZE TAXI（1995年） - 寒竹一将
- Shall we ダンス?（1996年） - 主演・杉山正平
- 眠る男（1996年） - 上村
- シャブ極道（1996年） - 主演・厳竜組若頭 真壁五味 ※『大阪極道戦争 白の暴力』『大阪極道戦争 白のエクスタシー』全2巻に分割してVHSソフト化リリース
- 失楽園（1997年） - 主演・久木祥一郎
- うなぎ（1997年） - 主演・山下拓郎
- バウンス Ko GALS（1997年）
- CURE（1997年） - 主演・高部賢一
- 絆 -きずな-（1998年） - 伊勢孝昭
- 大往生（1998年）
- たどんとちくわ（1998年） - 主演・木田
- ニンゲン合格（1999年） - 藤森岩雄
- 金融腐蝕列島 [呪縛]（1999年） - 北野浩
- カリスマ（2000年） - 藪池五郎
- どら平太（2000年） - 主演・望月小平太
- sWinG maN スイングマン（2000年） - 映画スター
- EUREKA（2001年） - 沢井真
- 回路（2001年） - 船長
- 降霊 KOUREI（2001年） - 主演・佐藤克彦（風吹ジュンとW主演）
- 赤い橋の下のぬるい水（2001年） - 笹野陽介
- 突入せよ! あさま山荘事件（2002年） - 佐々淳行
- 11'09''01/セプテンバー11「日本編」（2003年）
- ドッペルゲンガー（2003年） - 主演・早崎道夫／ドッペルゲンガー
- 油断大敵（2004年） - 関川仁
- 東京原発（2004年） - 天馬都知事
- ほたるの星（2004年） - 瀧口先生
- 笑の大学（2004年） - 向坂睦夫
- レイクサイド マーダーケース（2005年） - 並木俊介
- ローレライ（2005年） - 絹見真一
- SAYURI Memoirs of a Geisha（2005年） - 延
- THE 有頂天ホテル（2006年） - 主演・新堂平吉
- それでもボクはやってない（2007年） - 荒川正義
- 叫（2007年） - 吉岡登
- アルゼンチンババア（2007年） - 涌井悟
- バベル Babel（2007年） - 綿谷ヤスジロウ
- 象の背中（2007年） - 藤山幸弘
- シルク Silk（2008年） - 原十兵衛
- パコと魔法の絵本（2008年） - 大貫（ガマ王子）
- トウキョウソナタ Tokyo Sonata（2008年） - 泥棒
- ゼラチンシルバーLOVE（2009年） - 依頼人
- ガマの油（2009年） - 矢沢拓郎 ※監督・原案
- 劒岳 点の記（2009年） - 古田盛作
- 十三人の刺客（2010年） - 島田新左衛門[7]
- 最後の忠臣蔵（2010年） - 瀬尾孫左衛門
- 一命（2011年） - 斎藤勧解由
- 聯合艦隊司令長官 山本五十六（2011年） - 山本五十六 [8]
- キツツキと雨（2012年） - 岸克彦
- わが母の記（2012年） - 伊上洪作
- 終の信託（2012年） - 江木秦三
- 清須会議（2013年） - 柴田勝家
- 渇き。（2014年） - 藤島昭和[9]
- 蜩ノ記（2014年） - 戸田秋谷[10]
- 日本のいちばん長い日（2015年） - 阿南惟幾[11]
- 関ヶ原（2017年） - 徳川家康[12]
- 三度目の殺人（2017年） - 三隅高司
- オー・ルーシー!（2018年） - 小森／トム
- 孤狼の血（2018年） - 大上章吾[13][14]
- 七つの会議（2019年） - 加瀬孝毅
- 米軍（アメリカ）が最も恐れた男 カメジロー不屈の生涯（2019年） - ナレーション
- オーバー・エベレスト 陰謀の氷壁（2019年） - ジアン・ユエシュン
- すばらしき世界（2021年） - 三上正夫[15][16]
- バイプレイヤーズ 〜もしも100人の名脇役が映画を作ったら〜（2021年） - 役所広司（本人）[17]
- 峠 最後のサムライ（2022年） - 河井継之助[18][19]
- ファミリア（2023年） - 神谷誠治[20][21]
- 銀河鉄道の父（2023年） - 主演・宮沢政次郎[22][23]
- PERFECT DAYS（2023年） - 主演・平山[24][25]
- 八犬伝（2024年） - 主演・滝沢馬琴 役[26]
- 雪の花 -ともに在りて-（2025年） - 日野鼎哉[27]
- 時には懺悔を（2026年公開予定）[28][29]

### テレビドラマ
- アマゾンの歌（1979年10月6日、フジテレビ）
- 大河ドラマ（NHK総合）
  - 獅子の時代（1980年） - 村上泰治
  - おんな太閤記（1981年） - 織田信孝
  - 徳川家康（1983年） - 織田信長
  - いのち（1986年） - 浜村直彦
  - 花の乱（1994年） - 伊吹三郎
  - いだてん〜東京オリムピック噺〜（2019年） - 嘉納治五郎[30]
- 特命刑事 第10話「ファイナル・チャレンジ」（1980年9月30日、日本テレビ） - 都倉の部下
- 連続テレビ小説（NHK総合）
  - なっちゃんの写真館（1980年）
  - チョッちゃん（1987年）- 神谷容
- 時代劇スペシャル 着ながし奉行（1981年5月1日、フジテレビ） - 田口源二郎
- 闇を斬れ 第5話「恋姿・謎の美剣士」（1981年5月5日、関西テレビ・フジテレビ） - 菊川彦三郎
- 空よ海よ息子たちよ 第5話（1981年2月23日、TBS）
- 新大型時代劇「宮本武蔵」（1984年4月4日 - 1985年3月13日、NHK総合） - 主演・宮本武蔵 ※エランドール新人賞・テレビ大賞新人賞受賞[31]
- 親戚たち（1985年7月4日 - 9月26日、フジテレビ） - 主演・楠木雲太郎
- モナリザたちの冒険（1987年7月17日 - 9月18日、TBS） - 竹内紀久雄
- 三匹が斬る!シリーズ（テレビ朝日） - 久慈慎之介（千石）
  - 三匹が斬る!（1987年10月22日 - 1988年3月31日）
  - 続・三匹が斬る!（1988年12月1日 - 1989年5月11日）
  - 続続・三匹が斬る!（1990年1月4日 - 1990年6月28日）
  - また又・三匹が斬る!（1991年4月11日 - 1991年10月24日）
  - 新・三匹が斬る!（1992年7月9日 - 1993年2月25日）
  - ニュー・三匹が斬る! 第1話（1993年12月23日）
  - 痛快・三匹が斬る!（1995年4月6日 - 1995年8月31日）
- 東芝日曜劇場（TBS）
  - 恋のペガサス（1987年12月13日）
  - サハリンの薔薇（1991年11月24日、北海道放送） - 矢吹
- 男たちの運動会（1989年9月6日、NHK総合）
- 燃えよ剣（1990年1月5日・6日、テレビ東京） - 主演・土方歳三
- 木曜ゴールデンドラマ（日本テレビ）
  - 愛の世界（1990年4月19日）
  - 朝日のあたる家（1991年4月18日、よみうりテレビ） - 伊丹建彦
- 女王蜂（1990年10月2日、テレビ朝日） - 金田一耕助
- TBS大型時代劇スペシャル（TBS）
  - 愛に燃える戦国の女（1988年4月2日） - 三浦貞勝
  - 武田信玄（1991年1月1日） - 主演・武田信玄
  - 平清盛（1992年1月1日） - 語り
  - 大忠臣蔵（1994年1月1日） - 堀部安兵衛
- 世にも奇妙な物語 冬の特別編「ハッピーバースデイ・ツー・マイホーム」（1991年12月26日、フジテレビ）
- 青春の門（1991年4月11日・12日、テレビ東京） - 伊吹重蔵
- 金曜ドラマシアター「実録犯罪史シリーズ 恐怖の二十四時間 連続殺人鬼 西口彰の最期」（1991年9月6日、フジテレビ） - 主演・西口彰
- グッド・バイ 私が殺した太宰治（1992年6月19日、フジテレビ） - 主演・太宰治
- 冬の魔術師（1992年9月23日、NHK総合）
- 四匹の用心棒（4）かかし半兵衛ひとり旅（1992年10月1日、テレビ朝日・東映制作） - 菊地菊右衛門
- 悲しくてやりきれない（1992年11月9日、TBS）
- 雀色時（1992年12月10日、日本テレビ）
- 殺人の駒音（1993年6月7日、TBS）
- チンチン電車（1993年9月15日、NHK総合）
- 八丁堀捕物ばなし（フジテレビ）- 主演・狩谷新八郎
  - 第1シリーズ（1993年11月17日 - 1994年3月2日）
  - 第2シリーズ（1996年4月17日 - 8月21日）
  - 秋の時代劇傑作選「女賊」（1999年11月17日・24日）
- 金曜エンタテイメント「顔に降りかかる雨」（1994年5月6日、フジテレビ）  - 成瀬隆次
- 松本清張スペシャル・微笑の儀式（1995年3月7日、日本テレビ） - 鳥沢良一郎
- 清水次郎長物語（1995年3月3日、フジテレビ）- 小川の勝五郎
- 刑事追う!（1996年4月8日 - 9月23日、テレビ東京） - 主演・沢木賢太郎
- 飛べない羽根（1996年8月7日、NHK総合・ハイビジョン試験放送）
- オトナの男（1997年7月6日 - 9月28日、TBS） - 水町大二郎
- 刑事クマさん（1998年5月25日、TBS） - 権藤健
- 幽婚（1998年9月5日、中部日本放送・TBS）
- 刑事たちの夏（1999年4月1日、日本テレビ）
- 秋の恐怖スペシャル「降霊〜ウ・シ・ロ・ヲ・ミ・ル・ナ〜」（1999年9月28日〈2001年劇場公開〉、関西テレビ・フジテレビ） - 主演・佐藤克彦（風吹ジュンとW主演）
- 合い言葉は勇気（2000年7月6日 - 9月14日、フジテレビ） - 暁仁太郎（佐藤学）
- 盤嶽の一生（2002年3月5日 - 6月18日、フジテレビ） - 阿地川盤嶽
- 衛星ドラマ劇場 ビタミンF（2002年7月1日、NHK BS2） - 高木雄介
- あなたの隣に誰かいる 最終話（2003年12月9日、フジテレビ） - 稲葉
- 砦なき者（2004年4月2日、テレビ朝日〈開局45周年記念企画〉） - 長坂文雄
- 駅路（2009年4月11日、フジテレビ〈松本清張生誕100年記念ドラマ〉） - 呼野刑事
- わが家の歴史（2010年4月、フジテレビ〈開局50周年企画〉） - 八女実 ※声の出演（ナレーション）
- 初秋（2011年10月8日、TBS〈CBC開局60周年記念スペシャルドラマ〉） - 松原辰平
- おやじの背中 第2話「ウエディング・マッチ」（2014年7月20日、TBS） - 主演・青木草輔[32]
- バイプレイヤーズ 〜もしも6人の名脇役がシェアハウスで暮らしたら〜 第1話（2017年1月14日、テレビ東京） - 本人役[33]
- 絆〜走れ奇跡の子馬〜（2017年3月23日・3月24日、NHK総合） - 主演・松下雅之[34][35]
- オー・ルーシー!（2017年9月16日、NHK総合） - 小森／トム
- 陸王（2017年10月15日 - 12月24日、TBS） - 主演・宮沢紘一[36][37][38]
- ペンションメッツァ 第1話「山の紳士」（2021年1月16日、WOWOW） - 常木[39][40]
- 女系家族（2021年12月4日・5日、テレビ朝日） - 矢島嘉蔵（特別出演）
- アクターズ・ショート・フィルム2「ありがとう」（2022年2月6日、WOWOW） - 主演[41][42]
- VIVANT 第1話・第5話 - 最終話（2023年7月16日・8月13日 - 9月17日、TBS） - ノゴーン・ベキ（乃木卓）[43][44][45]

### 舞台
- 毒の華（1981年・サンシャイン劇場）
- ベント（1986年・パルコ劇場）
- AZUCHI（1987年・セゾン劇場）
- 天満の恋（1988年9月5日〜30日・帝国劇場）
- 終着駅（1990年）
- BURN THIS 焼却処分（1991年・パルコ劇場）
- 恋人たちの短い夜（1993年・シアターコクーン）
- 巌流島（1996年・パルコ劇場）
- 八月に眠れ 〜リム亭奇譚〜（2000年・京王プラザホテル）
- ふたたびの恋（2003年・パルコ劇場他）

### 劇場アニメ
- 世界名作童話 森は生きている（1980年） - 若い兵士[46]
- バケモノの子（2015年） - 熊徹[47]
- 未来のミライ（2018年） - じいじ[48]
- 竜とそばかすの姫（2021年） - すずの父親[49][50]
- 窓ぎわのトットちゃん（2023年） - 小林先生[51]
- 果てしなきスカーレット（2025年公開予定） - クローディアス[52]

### ゲーム
- レイトン ミステリージャーニー カトリーエイルと大富豪の陰謀（2017年、レベルファイブ） - シャーロ[53]

### 吹き替え

#### 海外ドラマ
- バンド・オブ・ブラザース（2006年） - リチャード・“ディック“・ウインターズ少佐

#### 海外アニメ
- 森のリトル・ギャング（2006年） - RJ
- ATOM（2009年） - ビル・テンマ博士[54]

### ドキュメンタリー番組
- うまいが一番（フジテレビ） - 出演、ナレーション
- ネシアの旅人（テレビ東京系） - ナレーション
- 日経スペシャル ガイアの夜明け（テレビ東京） - 案内人[55]。2009年いっぱいで降板し、江口洋介に交代。
- 東京日和（日本テレビ） - ナレーション
- イチ流（イチロー特集・テレビ朝日）
- 課外授業 ようこそ先輩（NHK総合） - ナレーション
- テレビ東京開局45周年記念番組「封印された 三蔵法師の謎〜シルクロード3万キロに挑んだ男〜」（テレビ東京） - 旅人
- 世界の美都で発見! 秘宝ミステリーツアー（TBS） - 案内人
- フォトドキュメント 天涯へ 旅人 沢木耕太郎の世界（NHK教育） - 朗読
- Earth Walker（BSフジ）
  - 二夜連続新春特別企画『Earth Walker（第一章）第一夜 世界一大きい木ジャイアントセコイア』（2012年1月2日、BSフジ） - 地球の案内人（ナビゲーター、声の出演）
  - 二夜連続新春特別企画『Earth Walker（第二章）第二夜 世界一美しい珊瑚の海レディエオット島』（2012年1月3日、BSフジ） - 地球の案内人
  - 『Earth Walker（第三章）第一夜 世界で一番長い火山洞窟に潜る〜火の島ハワイ地球創世物語〜』（2013年12月30日、BSフジ） - 地球の案内人
  - 『Earth Walker（第四章）第二夜 生態系の頂点 幻のオオカミに逢う〜イエローストーン地球再生物語〜』（2013年12月31日、BSフジ） - 地球の案内人
- 瑛太が挑む 世界最長の大河 ナイル（BSジャパン） - ナイルの声（語り）
  - 第一集 幻の源流を求めて13,000kmの大紀行（2012年8月11日、BSジャパン）
  - 第二集 エチオピア高原に青ナイル幻の源流を求めて（2013年1月12日、BSジャパン）
  - 第三集 ケニア人類発祥の大地にナイルの源流を求めて（2013年3月9日、BSジャパン）
- 地球イチバン 第4シリーズ（2014年10月9日 - 2015年3月19日、NHK総合） - ナビゲーター

### その他のテレビ番組
- 第34回NHK紅白歌合戦（1983年12月31日、NHK総合・ラジオ第1） - 審査員

### CM
- フジパン「フジハピネス」
- ハウス食品
  - ザ・カリー（1983年 - 1984年） ※夫婦で出演
  - はとむぎ茶（1986年）
  - ジャワカレー（1998年 - 2003年）
  - 特選生わさび（1998年 - 1999年）
- 大阪ガス「ガスファンヒーターエアコン」（1984年）[56]
- 辰馬本家酒造「ハクシカパック楓」 （1984年）
- サントリー
  - オールド（1987年）
  - オールド サマーブレンド（1996年）
  - ザ・ストレート（2009年）
  - ザ・プレミアム・モルツ マスターズドリーム（2025年）[57]
- 明治生命「グッドライフ」（1987年）
- 第一製薬「カロヤンアポジカΣ」（1990年 - 2003年）[58]
- 日野自動車「スーパードルフィン プロフィア」（1992年）
- 薩摩酒造「さつま白波」（1992年 - 1995年）
- サンビシ「丸大豆しょうゆ」（1994年）
- トヨタ自動車
  - カリーナ（1996年）
  - HYBRID SYNERGY DRIVE プリウス（2007年）
- キリンビール
  - 一番搾り 生ビール（1998年 - 2004年）
  - 一番搾り プレミアム（2014年 - 2015年）
- ACジャパン「アジア・アフリカの田んぼ」（1998年 - 1999年）
- 全国モーターボート競走会連合会「競艇」（1999年 - 2001年）
- 安田火災海上保険「カーナーズ保険 ONE」（1999年 - 2000年）
- カネボウ「旅の宿」（1999年 - 2000年）
- レオパレス21「Monthlyレオパレス」（2000年）
- NTT-ME「わくわくステーションパック」（2000年）
- あさひ銀行（2002年）
- セイコーウォッチ「ドルチェ」（2002年 - 2003年）
- ニフティ「BB@nifty」（2003年 - 2005年）
- AOKI（2004年 - 2009年）
- エースコック
  - はるさめヌードル（2006年）
  - ライスヌードル（2006年）
- エーザイ「セルベール整胃錠」（2006年 - 2007年）
- キリンビバレッジ「生茶」（2008年）
- 中央三井信託銀行（2008年 - 2012年）
- 大和ハウス工業「なんでダイワハウスなんだ?」（2008年 - 2019年）
- セイコーエプソン「カラリオ」（2009年 - 2011年）
- フィンランド航空（2010年 - 2013年）[59]
- サッポロビール「ヱビスビール」（2010年 - 2012年）
- 東洋水産「マルちゃん正麺」（2011年 - ）
- ダイハツ工業「ムーヴ」（2012年 - 2014年）
- ダイドードリンコ「ダイドーブレンド」（2012年 - 2014年）[60][61][62][63][64][65]
- ライオン「CHARMY Magica」（2015年 - 2017年）
- 長崎自動車（2016年 - ）[66][67]
- みずほ銀行「ジャンボ宝くじ」（2017年 - 2019年）
- リンクアンドモチベーション「モチベーションクラウド」（2018年 - 2019年）[68][69][70]
- アサヒビール「グランマイルド」（2018年）
- 富士フイルム「メタバリアEX」（2019年 - 2021年）[71]
- サントリー食品インターナショナル「BOSS」 
  - クラフトボス（2020年 - ）[72][73][74][75][76]
  - 宇宙人ジョーンズの地球調査（2021年 - ） - 宇宙人ジョーンズ、杉咲花、神木隆之介、前田吟、戸田恵子、もう中学生、柳楽優弥、安藤サクラ、宇宙人ヒラテ、やす子らと共演[77][78][79][80][81][82]
- ソニー損害保険「自動車保険・火災保険」（2021年 - 2023年12月） - 内田有紀と共演[83]
- 第一三共ヘルスケア「クリーンデンタル プレミアム」（2022年 - 2024年）
- フーシャーズ「DUO SCENE」（2024年 - ）
- バンダイナムコ（2025年 - ）
- カカクコム「求人ボックス」（2025年 - ）

### 配信ドラマ
- THE DAYS（2023年6月1日配信、Netflix） - 主演・吉田昌郎[84][85]

## ディスコグラフィ
- YAKUSHO（LPアルバム）

## 受賞歴
- 1983年
  - 1983年度テレビ大賞 新人賞（『徳川家康』）
- 1984年
  - エランドール賞 新人賞（『徳川家康』）
- 1990年
  - 第14回日本アカデミー賞 優秀主演男優賞（『オーロラの下で』）
- 1992年
  - 上海ドラマ大賞 最優秀主演男優賞（『雀色時』）
- 1995年
  - 第50回毎日映画コンクール 男優主演賞（『KAMIKAZE TAXI』）
- 1996年
  - 第21回報知映画賞 主演男優賞（『Shall we ダンス?』『眠る男』『シャブ極道』）
  - 第9回日刊スポーツ映画大賞 主演男優賞（『Shall we ダンス?』『眠る男』『シャブ極道』）
  - 第18回ヨコハマ映画祭 主演男優賞（『Shall we ダンス?』『眠る男』『シャブ極道』）
  - 第51回毎日映画コンクール 男優主演賞（『Shall we ダンス?』『眠る男』『シャブ極道』）
  - 第70回キネマ旬報ベスト・テン 主演男優賞（『Shall we ダンス?』『眠る男』『シャブ極道』）
  - 第22回おおさか映画祭 主演男優賞（『Shall we ダンス?』『眠る男』『シャブ極道』）
  - 第39回ブルーリボン賞 主演男優賞（『Shall we ダンス?』『眠る男』『シャブ極道』）
  - 第6回日本映画批評家大賞 男優賞（『Shall we ダンス?』『眠る男』『シャブ極道』）
  - 東京ジャーナル 男優賞（『Shall we ダンス?』『眠る男』『シャブ極道』）
  - シネフロント賞 主演男優賞（『Shall we ダンス?』『眠る男』『シャブ極道』）
  - 第11回高崎映画祭 最優秀主演男優賞（『Shall we ダンス?』）
  - 1996年度全国映連賞 主演男優賞（『Shall we ダンス?』）
  - 第20回日本アカデミー賞 最優秀主演男優賞（『Shall we ダンス?』）[86]
  - 第14回わかやま市民映画祭 主演男優賞（『Shall we ダンス?』）
- 1997年
  - 第42回アジア太平洋映画祭 最優秀主演男優賞（『うなぎ』）
  - 第22回報知映画賞 主演男優賞（『うなぎ』『失楽園』『バウンス Ko GALS』）
  - 第71回キネマ旬報ベスト・テン 主演男優賞（『うなぎ』『失楽園』）
  - 第40回ブルーリボン賞 主演男優賞（『うなぎ』『失楽園』『CURE』）
  - 第12回高崎映画祭 最優秀助演男優賞（『バウンス Ko GALS』）
  - 第2回ニフティ映画大賞（現・日本インターネット映画大賞） 主演男優賞（『CURE』『うなぎ』他）
  - 第21回日本アカデミー賞 最優秀主演男優賞（『うなぎ』 ※『失楽園』でも優秀主演男優賞を受賞）
  - 第15回わかやま市民映画祭 主演男優賞（『うなぎ』『失楽園』）
  - 第10回東京国際映画祭 最優秀男優賞（『CURE』）
  - 第48回芸術選奨文部大臣賞 映画部門（『うなぎ』『失楽園』『バウンス ko GALS』『CURE』）
- 1998年
  - 第22回日本アカデミー賞 優秀主演男優賞（『絆 -きずな-』）[87]
- 1999年
  - 第23回日本アカデミー賞 優秀主演男優賞（『金融腐食列島 呪縛』）
- 2000年
  - 第24回日本アカデミー賞 優秀主演男優賞（『どら平太』）
- 2001年
  - 第25回日本アカデミー賞 優秀主演男優賞（『赤い橋の下のぬるい水』）
  - 第28回シカゴ国際映画祭 主演男優賞（『赤い橋の下のぬるい水』）
- 2002年
  - 第26回日本アカデミー賞 優秀主演男優賞（『突入せよ! あさま山荘事件』）
- 2003年
  - 第8回ニフティ映画大賞（現・日本インターネット映画大賞） 主演男優賞（『ドッペルゲンガー』）
- 2004年
  - 第26回ヨコハマ映画祭 主演男優賞（『油断大敵』『東京原発』『笑の大学』）
  - 第28回日本アカデミー賞 優秀主演男優賞（『笑の大学』）
- 2005年
  - 第31回放送文化基金賞  演技賞（『砦なき者』）
- 2006年
  - 第30回日本アカデミー賞 優秀主演男優賞（『THE 有頂天ホテル』）
  - サンディエゴ映画批評家協会賞 アンサンブル演技賞（『バベル』）
  - ゴッサム賞 アンサンブル演技賞（『バベル』）
- 2007年
  - 第36回ベストドレッサー賞
  - 第31回日本アカデミー賞 優秀主演男優賞（『象の背中』）
- 2008年
  - ドービル・アジア映画祭 TRIBUTE（賛辞式）
  - フィルム・マドリッド 最優秀俳優賞（『象の背中』）
  - 第32回日本アカデミー賞 優秀主演男優賞（『パコと魔法の絵本』）[88]
- 2009年
  - 49th ACC CM FESTIVAL 演技賞（ダイワハウス）
- 2010年
  - 第15回日本インターネット映画大賞 主演男優賞（『十三人の刺客』『最後の忠臣蔵』）[89]
  - 第34回日本アカデミー賞 優秀主演男優賞（『十三人の刺客』）[90]
- 2011年
  - 第2回日本シアタースタッフ映画祭 主演男優賞（『最後の忠臣蔵』）
  - 第35回日本アカデミー賞 優秀主演男優賞（『最後の忠臣蔵』）
  - 第8回ドバイ国際映画祭 アジア・アフリカ部門 最優秀男優賞（『キツツキと雨』）
- 2012年
  - 紫綬褒章 受章[91]
  - 第6回JAPAN CUTS CUT ABOVE賞
  - 第4回TAMA映画賞 最優秀男優賞（『わが母の記』『キツツキと雨』『聯合艦隊司令長官 山本五十六』）
  - 第36回日本アカデミー賞 優秀主演男優賞（『聯合艦隊司令長官 山本五十六』『わが母の記』）[92]
  - 2012年度全国映連賞 男優賞（『わが母の記』『終の信託』）
- 2014年
  - 第47回シッチェス・カタロニア国際映画祭 最優秀男優賞（『渇き。』）[93]
  - 第1回京都国際映画祭 三船敏郎賞[94]
  - 第38回日本アカデミー賞 優秀主演男優賞（『蜩ノ記』）[95]
- 2015年
  - 第39回日本アカデミー賞 優秀主演男優賞（『日本のいちばん長い日』）[96]
- 2017年
  - 第17回ニッポン・コネクション ニッポン名誉賞
  - 第42回報知映画賞 助演男優賞（『関ヶ原』『三度目の殺人』）
  - 第28回シンガポール国際映画祭 シネマ・レジェンド賞[97]
  - 第30回日刊スポーツ映画大賞 助演男優賞（『関ヶ原』『三度目の殺人』）
  - 第72回毎日映画コンクール 男優助演賞（『三度目の殺人』）
  - 第22回日本インターネット映画大賞 助演男優賞（『関ヶ原』『三度目の殺人』）
  - 全国映連賞 男優賞（『三度目の殺人』『関ケ原』）
  - 第41回日本アカデミー賞 最優秀助演男優賞（『三度目の殺人』）、優秀助演男優賞（『関ヶ原』）
- 2018年
  - 第95回ザテレビジョンドラマアカデミー賞 主演男優賞（『陸王』）[98]
  - 第43回報知映画賞 主演男優賞（『孤狼の血』）[99]
  - 第40回ヨコハマ映画祭 主演男優賞（『孤狼の血』）[100]
  - 第42回日本アカデミー賞 最優秀主演男優賞（『孤狼の血』）[101]
- 2019年
  - おおさかシネマフェスティバル2019 主演男優賞（『孤狼の血』）[102]
  - 第13回アジア・フィルム・アワード 主演男優賞（『孤狼の血』） / エクセレンス・イン・アジアン・シネマ・アワード（特別賞）[103]関ヶ原』）
- 2020年
  - 第56回シカゴ国際映画祭 最優秀演技賞（『すばらしき世界』）[104]
- 2021年
  - GQ MEN OF THE YEAR 2021 アクター・オブ・ザ・イヤー賞[105]
  - 第13回TAMA映画賞 最優秀男優賞（『すばらしき世界』『バイプレイヤーズ 〜もしも100人の名脇役が映画を作ったら〜』『竜とそばかすの姫』）[106]
  - 第45回日本アカデミー賞 優秀主演男優賞（『すばらしき世界』）[107]
  - 第95回キネマ旬報ベスト・テン 主演男優賞（『すばらしき世界』）
  - 2021年度全国映連賞 主演男優賞（『すばらしき世界』）
- 2023年
  - 第76回カンヌ国際映画祭 男優賞（『PERFECT DAYS』）[108]
  - GQ MEN OF THE YEAR 2023 レジェンダリー・アクター賞[109]
  - 2023年度全国映連賞 男優賞（『PERFECT DAYS』）
- 2024年
  - 第47回日本アカデミー賞 最優秀主演男優賞（『PERFECT DAYS』）[110][111]
  - 第97回キネマ旬報ベスト・テン 主演男優賞（『PERFECT DAYS』『ファミリア』『銀河鉄道の父』）[112]
  - 第17回アジア・フィルム・アワード（2024年） - 最優秀男優賞（役所広司）[113]
  - 第46回ヨコハマ映画祭 主演男優賞（『PERFECT DAYS』『八犬伝』）[114]
- 2025年
  - 第18回アジア・フィルム・アワード 特別功労賞[115]